# CBN Santos
CBN Santos é uma emissora de rádio brasileira sediada em Santos, cidade do estado de São Paulo. Opera na frequência FM 97,3 MHz, oriunda da migração AM-FM e é afiliada à CBN. Fundada em 26 de maio de 1935 por Carlos Baccarat, era nomeada Rádio Atlântica e foi a segunda emissora de rádio inaugurada na cidade de Santos. É controlada pelo Jornal Diário de São Paulo.

## História
Segunda emissora de rádio instalada na cidade de Santos, a Rádio Atlântica de Santos foi inaugurada no dia 26 de maio de 1935 por Carlos Baccarat, membro de uma família de cafeicultores. Seus estúdios iniciais eram localizados no Parque Balneário Hotel, transferindo-se posteriormente para o edifício da Sociedade Humanitária dos Empregados do Comércio de Santos, onde estava instalada sua antena transmissora. Em 1943, passou a ser sediada na Praça Correa de Melo, esquina com a Rua Itororó, onde já contava com um pequeno auditório. A rádio seguiu a tendência das emissoras do período e possuía uma programação clássica, com programas de auditório, musicais e radionovelas que fizeram história na programação.
Em seu auge, a Rádio Atlântica já teve entre seus profissionais Armando Rosas, Vicente Leporace (que posteriormente ganhou fama na Rádio Bandeirantes, em São Paulo), Caldeira Filho, Correia Júnior, Rosinha Mastrângelo, Walter Dias, José Liberato e outros. Até a década de 1960, grandes artistas já se apresentaram na emissora, como Francisco Alves, Sílvio Caldas, Orlando Silva, Carmem Miranda, Carlos Galhardo, Nelson Gonçalves, Vicente Celestino, Grande Otelo, Gregório Barrios, Dalva de Oliveira, Dircinha e Linda Batista e, posteriormente, com alguns artistas da então nova geração, como Jair Rodrigues, Jerry Adriani, Genival Lacerda, Demetrius, Katya, Luiz Guedes, Perla e Tomás Roth, além do apresentador Chacrinha. Este período também contou com radionovelas escritas pela novelista Ivani Ribeiro e programações esportivas comandadas por Gracioso Filho e depois com Ernani Franco.
No fim de 1970, a emissora transfere sua sede para a Rua Frei Gaspar, fase em que enfrenta grande crise financeira e começa a decair tecnicamente. Em 1971, é vendida para o Sistema A Tribuna de Comunicação, sob propriedade de Élio Ávila de Souza com direção geral de Roberto Santini. A Rádio Atlântica passa então a ter programação popular, com programas jornalísticos, esportivos e debates. Posteriormente, passa a ser controlada por José Manoel Ferreira Gonçalves até 2007, quando é adquirida pelo Grupo ABC de Comunicação, proprietário da Rádio ABC de Santo André. Em fevereiro de 2010, a programação da Rádio Atlântica é retirada do ar e passa a ser arrendada à Igreja Pentecostal Deus é Amor, repetindo a programação da Rádio Deus é Amor. Em artigo enviado pelo jornalista Paulo Rogério (do Expresso Popular) ao site Observatório da Imprensa, a Rádio Atlântica foi arrendada por 50 mil reais mensais, além de relatar problemas recorrentes tanto na emissora como no cenário geral do rádio AM na Baixada. Em 2013, entra com termo aditivo para migrar a emissora do AM para o FM.
Em 21 de novembro de 2018, a programação da Rádio Deus é Amor foi substituída pela repetição da Rádio ABC devido ao fim do arrendamento para a igreja. Após alguns dias repetindo a programação de forma provisória, é confirmada a entrada da Jovem Pan News na frequência. A estreia oficial ocorreu às 17h de 30 de novembro de 2018, inicialmente sendo uma retransmissão integral da grade gerada de São Paulo. A entrada da Jovem Pan News no AM marcou o retorno da programação da emissora jornalística ao dial da região, que estava sem transmissão desde 2013 com o fim da transmissão na frequência FM que posteriormente virou CBN Santos.
Em 2022, a emissora fecha parceria de conteúdo com o grupo do jornal Diário de S. Paulo, do empresário Kléber Moreira.
Em 30 de março de 2023, o Diário de São Paulo, responsável pela emissora santista, ativou o transmissor FM e iniciou em caráter de testes as transmissões na frequência 97,3 MHz, oriunda da migração do AM 590 que no mesmo dia havia sido desligada. Num primeiro momento foi veiculada na frequência uma programação musical do segmento adulto contemporâneo, mas na madrugada do dia 1 de abril de 2023, a emissora passou a repetir a programação da Rádio CBN indicando assim a afiliação à rede jornalística da Globo, afiliação que foi confirmada pela Rede. A mesma também explicou que num primeiro momento a emissora santista irá operar em caráter experimental repetindo integralmente a programação da emissora paulistana enquanto realiza os últimos procedimentos técnicos e que depois irá estrear oficialmente com sua equipe local de jornalismo com previsão para a segunda quinzena de abril ou no começo de maio. Com isso, a rede de rádio all news volta ao litoral paulista, após seis anos fora do ar, tendo neste período sua programação mostrada apenas na internet.